# Ed Perlmutter
Edwin George "Ed" Perlmutter (nacido el 1 de mayo de 1953) es el Representante de los EE. UU. para el 7º distrito del Congreso de Colorado, que sirve desde 2007. Es miembro del Partido Demócrata.

## Vida personal
Perlmutter tiene tres hijos. Él y su primera esposa, Deanna, se divorciaron en 2008. En noviembre de 2010, Perlmutter se casó con Nancy Henderson, una profesora de matemáticas de la secundaria Pomona.

## Primeros años de vida, educación y carrera
Perlmutter nació en Denver, Colorado, hijo de Alice Lover (née Bristow) y Leonard Michael Perlmutter. Su padre era judío, hijo de inmigrantes procedentes de Polonia, su madre era cristiana, y era de origen Inglés e irlandés. Perlmutter se describe como cristiano. Se graduó de la Escuela Preparatoria Jefferson en Edgewater, Colorado, y se fue a estudiar ciencias políticas, historia y economía en la Universidad de Colorado en Boulder, donde se graduó en 1975. Obtuvo su Juris Doctor de la UC en 1978 donde fue elegido dos veces presidente de su clase mientras trabajaba a tiempo parcial como obrero en proyectos de construcción.
Perlmutter fue anteriormente director de la firma de abogados de Berenbaum Weinshienk, y se especializó en las reorganizaciones empresariales y litigios comerciales. Se desempeñó como miembro de la Junta de Gobernadores de la Asociación de Abogados de Colorado y sirvió en la Junta de Síndicos y la Comisión del Desempeño Judicial de la Primera Circunscripción Judicial. Es administrador para el Instituto de Investigación del Medio Oeste (operador principal del National Renewable Energy Laboratory), y un miembro de la Junta para el Centro Nacional Médico Judío y el Centro de Investigación.

## Senado de Colorado
Perlmutter fue un senador del estado de Colorado desde 1995 hasta 2003. Fue elegido para dos mandatos de cuatro años representando al centro del Condado de Jefferson como senador estatal desde 1995 hasta 2003 - es el primer demócrata elegido en el distrito en 30 años.
En 2000, ayudó a dirigir un equipo que tuvo éxito en una toma de control demócrata del Senado del Estado de Colorado por primera vez desde que John F. Kennedy era presidente. Él ha ayudado a numerosas campañas y más recientemente fue copresidente de la campaña de John Kerry en Colorado.
En el Senado de Colorado, fue miembro de varios comités del Senado del Estado de Colorado, incluyendo: Agua, Finanzas, Poder Judicial, Protección de la Infancia, Telecomunicaciones, Transporte, Servicios Jurídicos, y de Petróleo y Gas. Fue Presidente de la Política Pública y el Comité de Planificación, Presidente del Caucus Renovables bipartidista de Energía, y Presidente Pro Tempore del Senado durante la sesión de 2001 y 2002.
Entre los premios que recibió, mientras estuvo en el Senado fueron "Business Legislator of the Year" de la Asociación de Colorado de Comercio e Industria, premio de asistencia jurídica para la igualdad de justicia bajo la ley, el Premio de Arquitectura de "Legislador del Año de Colorado" del Instituto Interamericano; DARE hombre del Año; Jeffco Education Association Friend of Education, Comité de Veteranos Unidos "Legislador del Año", Premio de la Sociedad Protectora de Animales de Colorado por Servicio Distinguido, Premio de la AARP al Servicio excepcional Legislativo y "Premio al Alumno Distinguido" de la Facultad de Derecho de la Universidad de Colorado.

## Cámara de Representantes de los Estados Unidos

### Asignaciones del Comité
- Comité de Servicios Financieros
  - Subcomité de Mercados de Capitales, Seguros y Empresas patrocinadas por el gobierno